# Švošov
Švošov (Hongaars: Sósó) is een Slowaakse gemeente in de regio Žilina, en maakt deel uit van het district Ružomberok.
Švošov telt 829 inwoners.